# Albert d'Amade
Albert d'Amade, né le 24 décembre 1856 
à Toulouse et mort  le 11 novembre 1941 à Fronsac (Gironde), est un général français, grand-croix de la Légion d'honneur et titulaire de la médaille militaire.
Saint-Cyrien, il commence sa carrière en Algérie en 1876, comme sous-lieutenant au 3e régiment de tirailleurs algériens (3e RTA) avec lequel il participe à la campagne de Tunisie en 1881. Il sert ensuite entre 1885 et 1891 en Indochine puis à Tien-Tsin. Général de brigade, il participe à la pacification du Maroc entre 1907 et 1909. Lorsque la Première Guerre mondiale éclate, il est commandant en chef de l'armée des Alpes en août-septembre 1914 puis du corps expéditionnaire d'Orient (CEO) entre février et avril 1915, rejoignant ainsi la coalition britannique sur le front des Dardanelles. Cependant, un différend sur la stratégie des opérations à mener l'écarte du commandement et en avril 1915, il est remplacé par le général Gouraud.
Il est considéré comme l'initiateur des goums marocains.

## Biographie

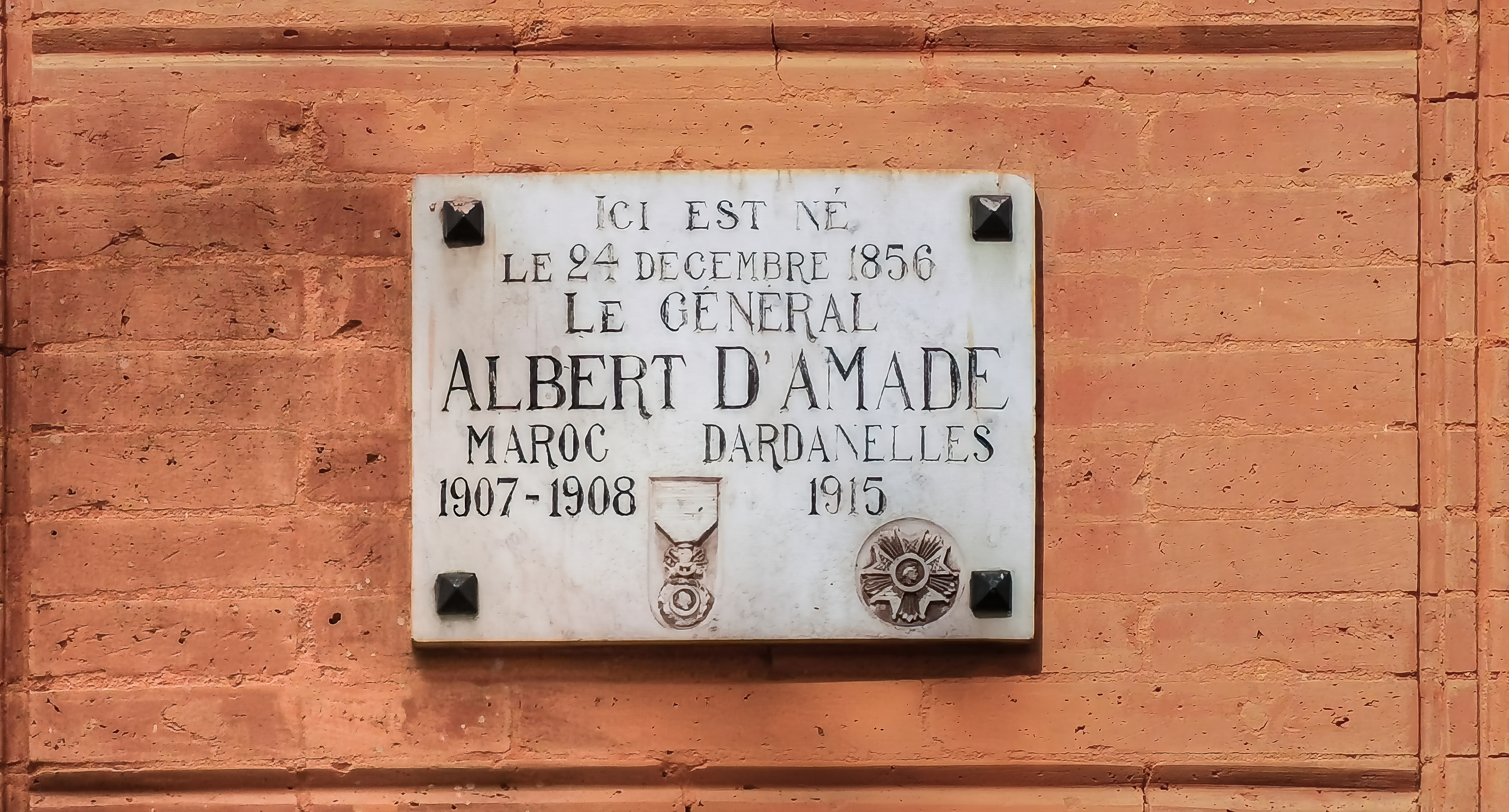
Plaque commémorative sur son lieu de naissance à Toulouse

### Formation
Albert d'Amade intègre l'École spéciale militaire de Saint-Cyr en 1874, pour en sortir sous-lieutenant après deux ans de formation.

### Algérie
Comme beaucoup de jeunes officiers de sa génération, il est attiré par l'Afrique française du Nord et ses promesses d'aventure. À une époque où l'armée française tout entière entamait sa réorganisation en vue de la Revanche, les vastes espaces algériens, à peine pacifiés (la dernière grande révolte de Kabylie date de 1871), offraient l'occasion d'échapper à une laborieuse vie de garnison et à de pesantes réflexions doctrinales.
En 1876, le sous-lieutenant d'Amade arrive à Constantine, au  3e Régiment de tirailleurs algériens. Il participe à la campagne de Tunisie en 1881.
En décembre de cette année-là, il regagne la France et le  143e R.I., nanti de son nouveau grade de lieutenant.

### Indochine
Il reçoit son troisième galon en mars 1885, avec sa mutation pour le  108e R.I. Mais cette nouvelle affectation n'est que purement formelle, puisqu'il part pour l'Indochine en avril suivant, pour servir à l'état-major de la 2e brigade de la division d'occupation du Tonkin.

### Retour en France
La suite de sa carrière est une suite de séjours en France et d'emplois à l'étranger. Attaché militaire auprès de la légation militaire française en Chine, puis en Grande-Bretagne (1901), il ne revient en France pour une longue période qu'en 1904. Il est alors colonel et chef de corps du 71e R.I.

### Pacification du Maroc
Nommé général de brigade le 27 mars 1907, il est affecté quelque temps à l'état-major général de l'armée, avant de rejoindre le Maroc.
C'est à cette période que le général d'Amade commence à être connu. Sa mission au Maroc est délicate. Il a en effet la charge de pacifier la province de la Chaouïa. Si à la fin de l'année 1907, après les troubles de juillet et août, la ville de Casablanca et ses abords immédiats sont sécurisés et surveillés par les troupes du général Drude, le reste de la Chaouïa est encore très instable. Les postes français y sont fréquemment attaqués. La présence française est loin d'y être totalement assurée. D'Amade est donc chargé d'expulser de la région les forces dissidentes qui s'y trouvent encore. Celles-ci sont surtout concentrées autour de deux principaux centres de rébellion : Settat et M'Dakra.

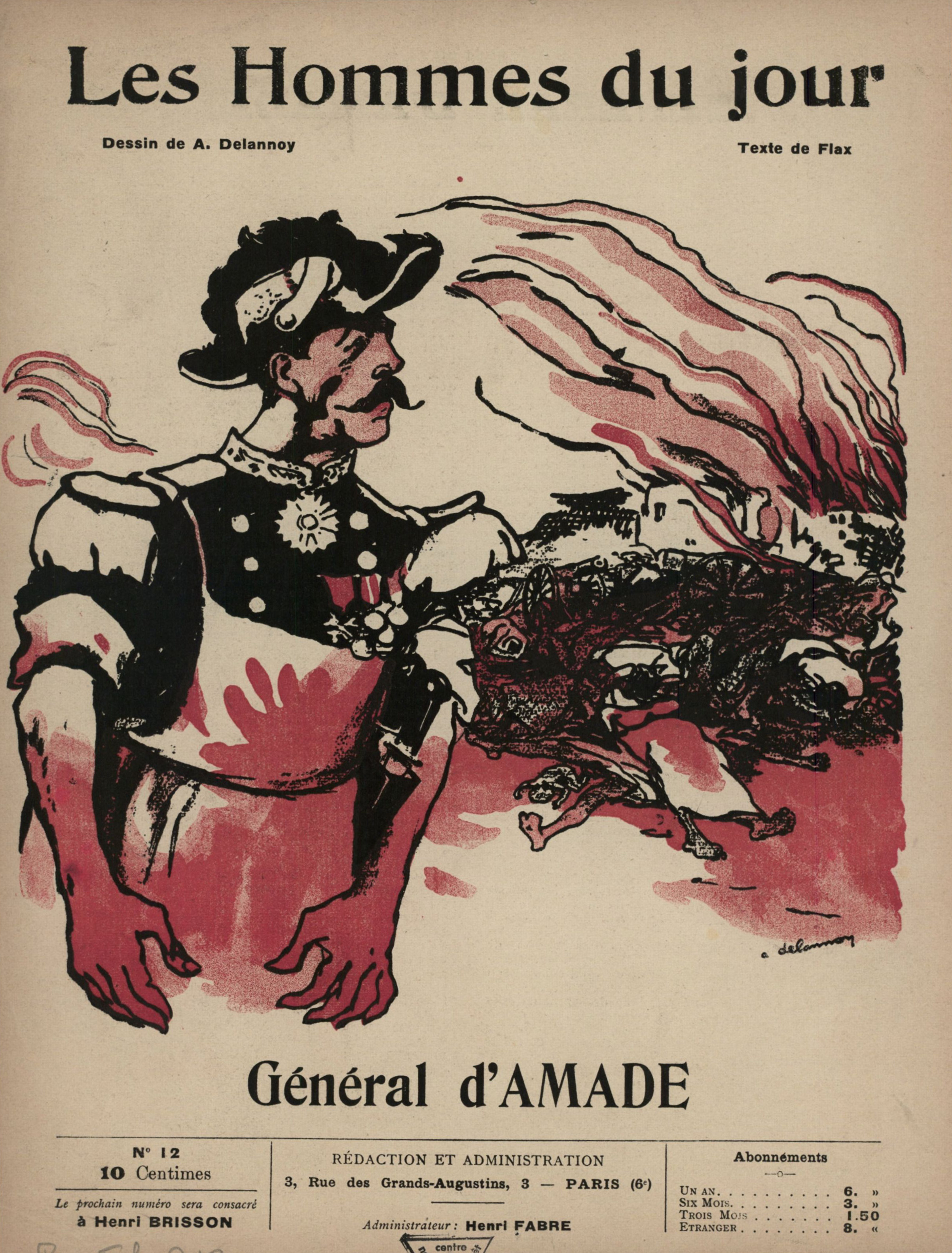
Carricature du Général d'Amade par Aristide Delannoy pour Les Hommes du jour (1908).

À la tête de la colonne du littoral, il met son principe en application. Il remporte ainsi ses premiers succès entre les 2 et 6 février 1908. Le 2 février, sa victoire de Dar-Kseibat lui ouvre la voie de Settat, dont il s'empare quelques jours plus tard. Cette action lui permet de soumettre les Oulad Saïd. Se retournant ensuite contre les M'Dakra, il les combat entre les 18 et 29 février, puis exerce contre eux de violentes répressions (entre les 8 et 15 mars, puis du 11 au 16 mai). Cette campagne pour le moins vigoureuse aboutit à la soumission de ses adversaires.
Mais en marge de son action militaire à outrance, le général d'Amade ne néglige ni la logistique, ni l'aménagement du terrain. Dans les régions pacifiées, il fait installer des lignes téléphoniques qu'il jalonne de gîtes d'étapes et de magasins divers. Dans cette deuxième phase de sa mission, il fait preuve d'une grande activité et d'une incontestable efficacité. Après avoir été pacificateur, il se fait administrateur. Il organise ainsi les camps militaires de la région de Casablanca et se soucie du développement économique de la ville, dont il assure le rétablissement rapide des activités portuaires. En outre, il met sur pied un système d'impôt fondé à la fois sur des taxes sur les marchés et sur les deux impôts coraniques que sont l'Achour et le Zekkat (le premier frappe les productions du sol et le second porte sur le capital en animaux domestiques). Il impose également le versement d'une indemnité de 2 500 000 francs, divisée en trois tranches recouvrables en 1909, 1910 et 1911.
Dans le domaine militaire, d'Amade doit être considéré comme l'initiateur des goums marocains, dont l'avenir devait prouver les grandes qualités guerrières. C'est lui en effet qui organise ces troupes indigènes ayant pour mission de suppléer les troupes françaises durant la guerre du Maroc, puis de les remplacer peu à peu dans certaines missions.
Le 1er novembre 1908, le général D’Amade signe l’ordre du jour no 100 créant les six premiers goums recrutés parmi les tribus de la Chaouia. (Région de Casablanca).
Après une quinzaine de mois de présence, il quitte le Maroc le 22 février 1909.

### Retour en France
En revenant en France, il se montre particulièrement fier de son bilan, qu'il considère lui-même, non sans raisons, comme "la base de l'œuvre de Lyautey". Général de division depuis le 9 octobre 1908, il prend le commandement de la  9e D.I. en septembre 1909. Dès lors, sa progression dans le haut-commandement est régulière. Le succès de sa mission au Maroc n'y est sans doute pas étranger. Le 25 janvier 1912, il est nommé à la tête du  13e Corps d'Armée puis, le 18 juin suivant, à celle du  6e C.A.. Enfin, consécration d'une carrière, il entre au Conseil supérieur de la guerre le 24 avril 1914 et remplace le général Joseph Galliéni comme commandant en chef de l'armée des Alpes.

### Première Guerre mondiale
(décembre 2020).
Le 17 août 1914, après la dissolution de l'armée des Alpes, le général d'Amade est nommé commandant du « Groupe de Divisions Territoriales », et occupe une position défensive entre Maubeuge et Dunkerque. Après quelques combats, il bat en retraite.  Le général Percin, gouverneur de la place de Lille, qui devait le soutenir, aurait refusé de marcher, comme le lui aurait ordonné le général Joffre.[Information douteuse]. Quittant les Flandres, le général d'Amade mène le repli avec une certaine précipitation, traverse Amiens qu'il laisse sans défense et arrête sa course en Normandie. Là, il assure un temps la couverture de Rouen puis reprend la marche en avant à la suite de la bataille de la Marne. Le 17 septembre 1914, Joffre le fait relever de son commandement et remplacer par le général Brugère.
D'Amade aurait eu la faiblesse d'accéder au désir de Joseph Caillaux qui lui aurait demandé ne pas faire marcher la division où se trouvait le régiment d’infanterie territoriale de la Sarthe, composé de ses fidèles électeurs. Sa disgrâce lui est très dure et il essaye même de s'engager comme officier à Légion étrangère ; n'étant pas cassé de son grade de général, il ne le peut pas. Le général Joffre le fait nommer gouverneur militaire de Marseille.
Le 24 février suivant, il reçoit un nouveau commandement important : celui du Corps expéditionnaire d'Orient, chargé de combattre l'Empire ottoman aux côtés d'une armée britannique. Avec elle, il débarque à Gallipoli le 25 avril 1915. Après quelques succès initiaux, la campagne tourne court et les Alliés se retrouvent bloqués au sud de la presqu'île par des Turcs bien plus accrocheurs que prévu et solidement encadrés par les Allemands. Comme en France, une guerre de positions se met en place et le général d'Amade se retrouve impuissant à peser sur le déroulement de la bataille. Malade, il rentre en France le 14 mai et cède la place au  général Gouraud. Son action dans les Dardanelles lui vaut d'être au centre d'une polémique. On lui reproche notamment son manque d'initiative sur le terrain. Toutefois, il faut reconnaître à sa décharge que l'opération dans son ensemble souffrait de graves défauts de conception, auxquels il ne pouvait rien. D'autre part, les Britanniques, certes plus actifs et plus entreprenants que le corps expéditionnaire français, n'ont pas été plus heureux et toutes leurs tentatives pour débloquer la situation (débarquement à Suvla (el) par exemple) se sont soldées par de sanglants échecs.

### Après guerre
Revenu définitivement en métropole, le général d'Amade termine sa carrière comme commandant de la  10e Région militaire, à Rennes.
Il se retire ensuite en Gironde, où il meurt, à Fronsac, le 11 novembre 1941. Il est inhumé le 1er octobre 1951 au caveau des gouverneurs, aux Invalides.
Les photographies qu'il avait réalisées ou acquises pendant sa carrière, dont une importante série sur la Chine, sont déposées à l'ECPAD du ministère des Armées.

## Décorations
Les insignes de grand-croix de l'ordre national de la Légion d'honneur lui sont remis le 17 mai 1925 par le général Henri Gouraud, gouverneur militaire de Paris. Il avait élevé à la dignité de grand-croix dans l'ordre le 30 janvier 1925. Il avait été précédemment nommé au grade de chevalier dans l'ordre le 21 août 1886 et décoré le 7 décembre 1886, promu au grade d'officier dans l'ordre le 25 décembre 1899 et décoré le 1er août 1900, promu au grade de commandeur dans l'ordre le 11 juillet 1908 et décoré le 25 février 1909 par le général Hubert Lyautey, élevé à la dignité de grand officier dans l'ordre le 11 juillet 1914 etdécoré le 14 juillet 1914 par le président de la République Raymond Poincaré.
- Médaille militaire (29 janvier 1909)[4]
- Grand-croix de la Légion d'honneur
- Croix de guerre 1914–1918
- Médaille coloniale avec agrafes "Algérie" et "Tunisie"
- Médaille commémorative de l'expédition du Tonkin
- Médaille commémorative de l'expédition de Chine (1901)
- Médaille commémorative du Maroc avec agrafe "Casablanca"
- Officier de l'Instruction publique
- Ordre du Double Dragon (Chine)
- Chevalier de l'ordre de Saint-Stanislas (Russie impériale)
- Grand officier de l'ordre des Saints-Maurice-et-Lazare
- Grand officier de l'Ordre royal de Dannebrog (Danemark)
- décoré par Édouard VII de l'Ordre d'Afrique du Sud

## Pour approfondir